# Ischnoceros bicinctus
Ischnoceros bicinctus là một loài tò vò trong họ Ichneumonidae.